# بیضا کوچاتورک
بیضا کوچاتورک (انگلیسی: Beyza Kocatürk؛ زادهٔ ۹ دسامبر ۱۹۹۶) بازیکن فوتبال اهل ترکیه است.
وی همچنین در تیم‌های ملی فوتبال Turkey women's national under-17 football team و Turkey women's national under-19 football team بازی کرده‌است.